# Enrique Tarrio

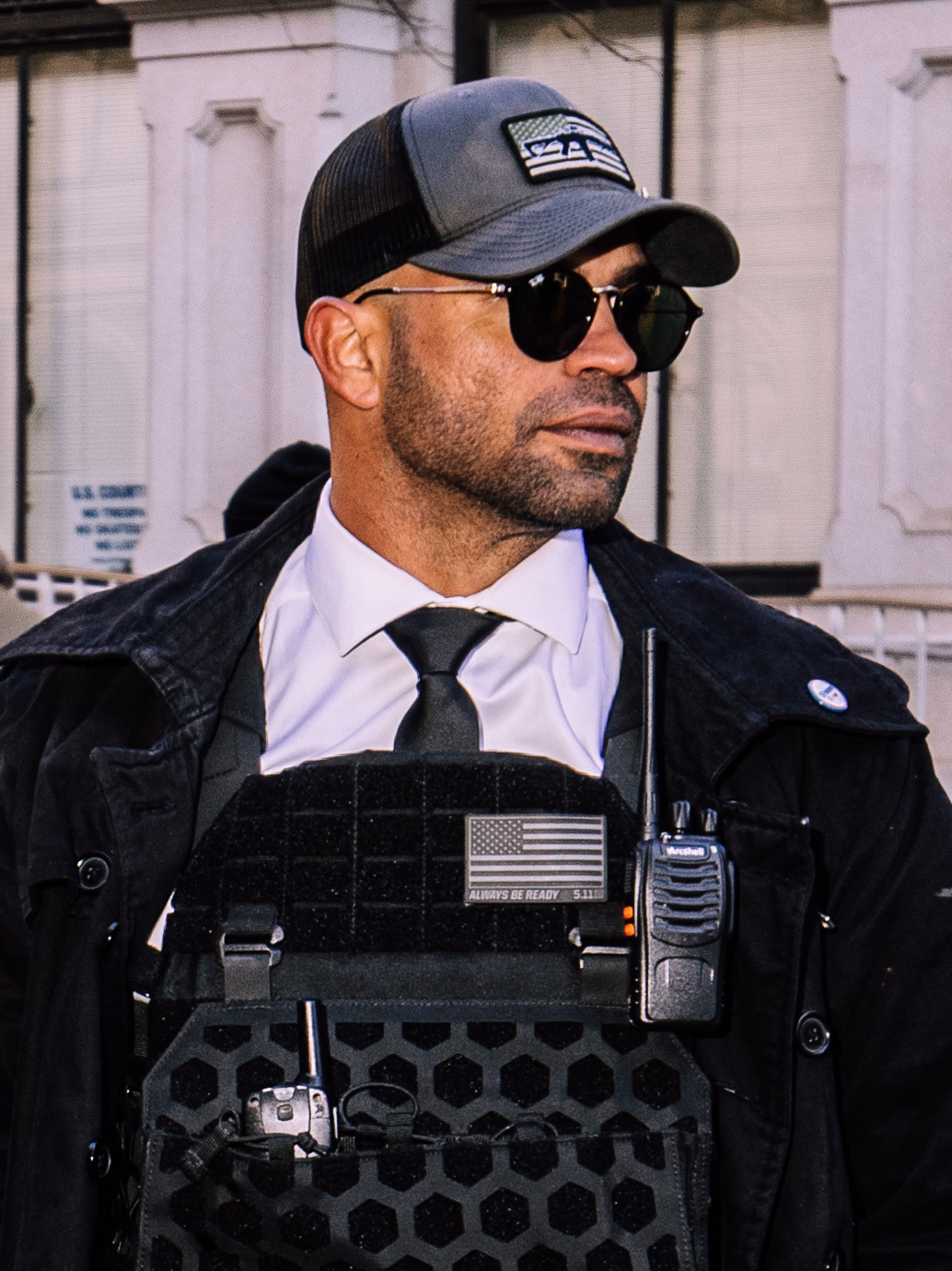
Enrique Tarrio, 2020

Henry „Enrique“ Tarrio (geboren 11. März 1984 in Miami, Florida) ist ein rechtsextremer US-amerikanischer Aktivist. Von 2018 bis 2021 war er der Anführer der neofaschistischen Organisation Proud Boys, die Alt-Right-Positionen vertritt. Er wurde mehrfach wegen Diebstahls und Betrugs verurteilt und fungierte zwischen 2012 und 2014 als Informant der örtlichen Strafverfolgungsbehörde sowie des FBI. Für seine Teilnahme am Angriff auf das Kapitol am 6. Januar 2021 wurde er im September 2023 zu einer Haftstrafe von 22 Jahren verurteilt. In den ersten Tagen der zweiten Präsidentschaft von Donald Trump wurde er am 20. Januar 2025 von diesem, wie auch andere an dem Angriff auf das Kapitol beteiligte Personen, begnadigt.